# Une maman formidable
Une maman formidable (Grace Under Fire) est une série télévisée américaine en 112 épisodes de 24 minutes, créée par Chuck Lorre et diffusée entre le 29 septembre 1993 et le 17 février 1998 sur le réseau ABC.
En France, la série a été diffusée sur TMC, sur Téva, sur France 3 et sur AB1, et en Belgique sur La Une et sur La Deux.

## Synopsis
Après avoir divorcé de son époux violent et alcoolique et combattu son propre alcoolisme, Grace Kelly tente de reconstruire sa vie autour de ses enfants, avec l'aide de ses collègues et de ses voisins.

## Distribution
- Brett Butler (VF : Michèle Bardollet) : Grace Kelly
- Dave Thomas (VF : Michel Prud'homme) : Russell Norton
- Julie White (VF : Marie-Martine) : Nadine Swoboda
- Casey Sander (VF : Michel Le Royer) : Wade Swoboda
- Walter Olkewicz (en) (VF : Jacques Ferrière puis Hervé Jolly) : Dougie Boudreau
- Tom Poston (VF : Roger Carel) : Floyd Norton
- Valri Bromfield (en) (VF : Maïk Darah) : Faith Burdette
- Paul Dooley (VF : Michel Ruhl) : John Shirley
- William Fichtner (VF : Julien Thomast) : Ryan Sparks
- Dave Florek (VF : Michel Lasorne puis Maurice Sarfati) : Vic
- Charles Hallahan (VF : Jean-Claude de Goros) : Bill Davis
- Kaitlin Cullum (es) (VF : Patricia Legrand) : Elizabeth Louise « Libby » Kelly
- Geoffrey Pierson (VF : Pascal Renwick) : Jimmy Kelly
- Peggy Rea (VF : Jacqueline Staup) : Jean Kelly
- Cole Sprouse et Dylan Sprouse : Patrick Kelly
- Jon Paul Steuer (en) et Sam Horrigan (VF : Francette Vernillat) : Quentin Kelly

## Épisodes

### Première saison (1993-1994)
1. Bon Début (Grace under Fire alias Pilot)
2. Rêverie sur le toit (Up on the Roof)
3. Sans les enfants (Grace Undergraduate)
4. Le Bon, la Brute et le Pharmacien (The Good, the Bad, and the Pharmacist)
5. Le Bal de la dernière chance (Second Time Around)
6. Deux sœurs valent mieux qu’une (Sister, Sister)
7. L’Avare (A Picture’s Worth… $9.95)
8. Les Grands Moyens (Grace under Oath)
9. Les Conseils de Grace (Grace in the Middle)
10. Service de nuit (Say Goodnight, Gracie)
11. Joyeux Noël (Keeping Faith)
12. Veillée funèbre (With This Ring)
13. Grace fait une belle rencontre (Simply Grace)
14. Atelier d’artiste (The Agony, the Ecstasy, and Bill Mazeroski)
15. Un week-end mouvementé (When You Wish upon a Star)
16. La Saint-Valentin (Valentine's Day)
17. Le Concours de beauté (Grace and Beauty)
18. Quentin cherche la bagarre (Tears of Joy)
19. Une semaine d’enfer (It Happened One Week)
20. Ressentiment (Things Left Undone)
21. Il court, il court, le Quentin ! (See Quentin Run)
22. Baiser donné, voiture vendue (A Car and a Kiss)

### Deuxième saison (1994-1995)
1. Les Pieds dans l’eau (Grace under Water)
2. Guerre des sexes (Good Ol’ Grace)
3. Le Nouveau Patron (June 15, 1997)
4. Le Joueur de baseball (Pitch and Woo)
5. La Fiancée de Jimmy (Jimmy’s Girl)
6. La Fin des haricots (Splitsville)
7. Tante Viviane (The Road to Paris, Texas)
8. Le petit grandit (Dear Grace)
9. Quelle dinde ! (Cold Turkey)
10. L’Explosion (Ka-Boom)
11. Grace contre Wade (Grace vs Wade)
12. Réveillon en famille (The Holidays)
13. L’Art d’être mère (The Good Mother)
14. Escroquerie (No Money Down)
15. L’Art de rompre (Aging Gracefully)
16. Coucou ! C’est maman ! (Hello, I’m Your Mother)
17. Grace fait du camping (Grace at the Campfire)
18. À cœur ouvert (Emmet Bypass)
19. Le Retour du fils prodigue (Matthew, Come Home)
20. Une nuit à l’opéra (A Night at the Opera)
21. Sur la route de Memphis (Memphis Bound)
22. Un mot de trop (Sticks and Stones)
23. Tel père, tel fils (Mother & Son & Father Reunion)
24. Prétendus Prétendants (When It Rains, They Pour)
25. Une décision engagée (You Can Lead a Horse to Water…)
26. Le Départ (Jimmy Goes Away)

### Troisième saison (1995-1996)
1. T’as de beaux œufs, tu sais (Great Eggspectations)
2. Grace tombe de haut (Movin’ on Down)
3. Séduction abusive (Grace and Rick and the Dance of Doom)
4. La Rupture (The Breakup)
5. Les Mâles costumés (Grace Under a Wig)
6. La Garderie (Daycare)
7. Matthew en prison (Matthew Gets Busted)
8. Prises d’otages (Grace Really under Fire)
9. La Farce de la dinde (Thanks for Nothing)
10. La Première Fois (Sleeping Together)
11. Le Secret d’Emmett (Emmet’s Secret)
12. Deux amours, un enterrement (Emmet, We Hardly Knew Ye)
13. La Fille à papa (Daddy’s Girl)
14. Une chambre sinon rien (No Help Wanted)
15. Notre voisin Sam (Good Neighbor Sam)
16. Positivement haïssable (Positively Hateful)
17. Un arrangement temporaire (Why Buy the Bull)
18. Aime ton voisin (Love Thy Neighbor)
19. Heureux Évènement (Pregnant Pause)
20. Cours du soir, espoir (Broads for Broader Horizons)
21. Personne n’est parfait (Head Games)
22. Titre français inconnu (Mr. Mullens' Opus)
23. Emmenez-moi à votre géniteur (Take Me to Your Breeder)
24. Devine qui ne vient pas déjeuner (Guess Who’s Not Coming to Lunch)
25. Un froid entre nous (You Go Girl)

### Quatrième saison (1996-1997)
1. Maison à vendre (This Sold House)
2. Couverture et découvert (Neither a Borrower or a Roofer Be)
3. Le Retour de Quentin (Quentin Returns)
4. Grace et Bob le marin (Grace and Sailor Bob)
5. Le Rendez-vous (Dating Buddies)
6. Fantômes (The Ghost and Mrs. Kelly)
7. Le Concert de nos 18 ans (Road to Nowhere)
8. La Rédemption de Jimmy (Redeeming Jimmy)
9. Dans tous ses états (The Show-Me State)
10. Le Pompier mélomane (Fire Music)
11. Grace passe des tests (Grace Tests Out)
12. Un Noël mouvementé (A Holly Jolly Christmas)
13. La fiancée de Matthew (Matthew's Old Lady)
14. La vérité mise à nu (Grace of Wrath)
15. Le nouveau coéquipier (Wade's Partner)
16. Pilules anti-douleurs (Pills)
17. Le prix de la sagesse (Waiting for Peugeot)
18. Accouchements en série (Birthin' Babies)
19. Viva Las Vegas (Vega$)
20. Jimmy emménage (Jimmy Moves In)
21. Quentin s'en va en guerre (Quentin Gets His Gun)
22. Le père de Sam (Sam’s Dad)
23. Vingt ans d'efforts (Grace Graduates)
24. Rob contre Jimmy (Rob vs. Jimmy)
25. La tête de l'emploi (Grace’s New Job)

### Cinquième saison (1997-1998)
1. Un parfum de victoire (Smells Like Victory)
2. Le chantier de la gloire (Grace Under Construction)
3. Vie privée (Don’t Ask, Don’t Tell)
4. La "mère" Noël (Mother Christmas)
5. Au fil de l'eau (A River Runs Through Him)
6. Argent sale (Finder Keepers)
7. Un couple si parfait (Riverboat Queen)
8. L'arbre ou le pont (The Victory Tree)
9. L'argent fait le bonheur (Grace Under-Funded)
10. Elle court, elle court la rumeur (Digging Up the Dirt)
11. Le cœur a ses raisons (Fire in the Hole)
12. Le gars de Grace (Fall from Grace)
13. Les gambas de Grace (Grace Under Class)
14. Chienne de vie (Down in the Boondocks)

## Commentaires
Cette sitcom a fait l'objet de deux adaptations : une russe, en 2005, et une polonaise, Hela w opałach, en 2006